# Herinneringsmedaille 1940-1945 van de Koninklijke Zuid-Hollandsche Maatschappij tot Redding van Schipbreukelingen
De Koninklijke Zuid-Hollandsche Maatschappij tot Redding van Schipbreukelingen heeft, tijdelijk beroofd van het predicaat Koninklijk, ook tijdens de Tweede Wereldoorlog en onder moeilijke en gevaarlijke omstandigheden haar reddingswerk verricht. Daarom besloot het bestuur in begin 1946 een Herinneringsmedaille 1940-1945 van de Zuid-Hollandsche Maatschappij tot Redding van Schipbreukelingen in te stellen. De medaille is een particuliere onderscheiding.
De noorderbuur, de Koninklijke Noord- en Zuid-Hollandsche Maatschappij tot Redding van Drenkelingen had al op 26 februari een medaille, de Herinneringsmedaille 1940-1945 van de Koninklijke Noord- en Zuid-Hollandsche Maatschappij tot Redding van Drenkelingen een medaille uitgereikt en ook het Rode Kruis had al een onderscheiding ter herinnering aan de oorlogsperiode laten vervaardigen.
Het Bestuur van de Koninklijke Zuid-Hollandsche Maatschappij tot Redding van Schipbreukelingen liet een prijsvraag uitschrijven voor een ontwerp. De studenten van de Academie voor Beeldende Kunst mochten ontwerpen inzenden. Uiteindelijk werd geen van de inzendingen voldoende beoordeeld. Daarom heeft het Bestuur op 9 april 1946 besloten dat het bestaande stempel van de in 1940 door de Koninklijke Begeer in Zeist geslagen Medaille voor trouwe dienst van de Koninklijke Zuid-Hollandsche Maatschappij tot Redding van Schipbreukelingen opnieuw zou worden gebruikt. Nu zou de afslag in brons in plaats van zilver plaatsvinden. Ook het lint bleef gelijk.
Op 3 mei 1947 werden de medailles in Ouddorp en Stellendam uitgereikt aan de bemanningen van de reddingsboten.

## De medaille
De ronde bronzen medaille heeft een diameter van 40 millimeter en wordt aan een lint op de linkerborst gedragen. De voorzijde vertoont een ouderwetse reddingboot met riemen, op een stormachtige zee en op de achtergrond naar een schip in nood.
De keerzijde toont een lauwerkrans. Daarbinnen staat de tekst "DE ZUID-HOLLANDSCHE MIJ. TOT REDDING VAN SCHIPBREUKELINGEN". In 1940 was al ruimte opengelaten voor een inscriptie. In plaats van het jaar van indiensttreding werd nu "1940-1945" onder de naam van de
gedecoreerde gegraveerd.
Het lint is blauw-wit-oranje-wit-blauw in vijf gelijke verticale banen.